# Europäische Norm
Die Europäischen Normen (EN) sind Normen, die von einem der drei europäischen Komitees für Normung (Europäisches Komitee für Normung CEN, Europäisches Komitee für elektrotechnische Normung CENELEC und Europäisches Institut für Telekommunikationsnormen ETSI) ratifiziert worden sind. Alle EN sind durch einen öffentlichen Normungsprozess entstanden.

## Benummerung und Bezeichnung
Grundsätzlich beginnt die Nummernvergabe bei der EN 1 („Heizöfen für flüssige Brennstoffe mit Verdampfungsbrennern und Schornsteinanschluss“). Ausnahme sind die folgenden vordefinierten Nummernbereiche.
Folgende Nummernbereiche sind vordefiniert:
| Nummernbereich          | Bemerkung |
| ----------------------- | --- |
| EN 1 bis EN 999         | Originalarbeiten des Europäischen Komitees für Normung (CEN) |
| EN 1000 bis EN 1999     | Originalarbeiten des Europäischen Komitees für Normung (CEN) |
| EN 2000 bis EN 6999     | Von der ASD-STAN (ehemals AECMA-STAN) erarbeitete Normen |
| EN 10000 bis EN 10999   | Nummernbereich zur Reserve |
| EN 20000 bis EN 29999   | Veraltete Nummerierung für von der Internationalen Organisation für Normung (ISO) übernommene Normen. Aus „ISO NNNN“ wurde „EN 2NNNN“, z. B. ISO 2338 = EN 22338 (aktuell: EN ISO 2338) |
| EN 40000 bis EN 49999   | Beziehen sich auf IT-Standards und wurden durch CEN oder CENELEC erarbeitet |
| EN 50000 bis EN 59999   | CENELEC-Standards |
| EN 60000 bis EN 69999   | CENELEC-Standards, basierend auf Normen der Internationalen Elektrotechnischen Kommission (IEC), mit oder ohne Änderungen                                                               |
| EN 100000 bis EN 299999 | CENELEC Electronic Components Committee (CECC) Dokumente zur Qualitätsbewertung für Bauelemente der Elektronik                                                                          |
| EN 300000 bis EN 399999 | Normen des Europäischen Instituts für Telekommunikationsnormen (ETSI) |

Da die Normen bei Bedarf aktualisiert werden (sie werden etwa alle fünf Jahre hinsichtlich ihrer Aktualität überprüft), ist die Angabe einer Version sinnvoll. Das Entstehungsjahr wird hinter der Norm angefügt, abgetrennt durch einen Doppelpunkt, Beispiel: EN 50126:1999.
Zusätzlich zu den genannten EN-Normen gibt es noch die ISO-Normen mit den Nummern ISO 1 bis 59999 und die IEC-Normen von IEC 60000 bis 79999 sowie EN-Normen außerhalb der definierten Nummernbereiche.
Wenn eine EN von einem nationalen Normungsinstitut in das nationale Regelwerk übernommen wird, erhält sie den Status einer nationalen Norm [z. B. DIN-Norm (DIN), Austrian Standards International (ÖNORM), Schweizerische Normen-Vereinigung (SN)]. Der Bezeichnung wird dann die länderspezifische Abkürzung vorgestellt (z. B. ÖNORM EN …), wobei die Nummer der europäischen Norm üblicherweise übernommen wird, z. B. DIN EN ISO 2338:1998 oder ÖNORM EN ISO 9001:2000.

## Erarbeitung
Europäische Normungsarbeit beginnt mit einem Normungsvorschlag, der von einem Mitglied der europäischen Normungsorganisationen CEN, CENELEC, ETSI wie z. B. dem DIN Deutsches Institut für Normung e. V. oder Austrian Standards International, von der Europäischen Kommission oder von europäischen oder internationalen Organisationen eingebracht werden darf.
Bei Bereitschaft zur nationalen Mitarbeit und einer gesicherten Finanzierung wird bei CEN und CENELEC die Arbeit an ein bestehendes technisches Komitee vergeben oder ein neues Arbeitsgremium eingerichtet. Das Sekretariat wird jeweils von einer der nationalen Normungsorganisationen geführt.
Vom zuständigen Arbeitsgremium wird ein erstes Manuskript für einen europäischen Norm-Entwurf erarbeitet. Diesem können im Verlauf der Beratungen weitere folgen, bis ein Konsens erreicht wird. Ein im Konsens entstandener Vorschlag wird dann zum Zweck der öffentlichen Diskussion an die nationalen Normungsorganisationen gegeben.
Hierzu wird von CEN und CENELEC mit der Veröffentlichung eines europäischen Norm-Entwurfs (prEN) in deutscher, englischer und französischer Sprache eine öffentliche Umfrage eingeleitet. Die nationalen Normungsorganisationen haben daraufhin fünf Monate Zeit, eine nationale Stellungnahme abzugeben. In Deutschland wird dazu die deutsche Sprachfassung als Entwurf einer DIN-EN-Norm veröffentlicht, zu dem innerhalb von zwei Monaten Stellungnahmen abgegeben werden können. Über die Stellungnahmen wird dann vom national zuständigen Ausschuss (Spiegelausschuss) beraten und eine nationale Stellungnahme abgegeben.
Auf Basis der nationalen Stellungnahmen erstellt das europäische Arbeitsgremium einen Schlussentwurf, der erneut in deutscher, englischer und französischer Sprache veröffentlicht wird. Über die Annahme als europäische Norm entscheiden die nationalen Normungsorganisationen anschließend in einer zweimonatigen Schlussabstimmung. Für die Annahme sind mindestens 71 % der gewichteten Stimmen der CEN/CENELEC-Mitglieder nötig. Die Ratifizierung einer europäischen Norm erfolgt automatisch einen Monat nach einem positiven Abstimmungsergebnis.
Der Lebenszyklus einer EN-Norm wird durch folgende Übernahmedaten beschrieben:
1. Date of Ratification (DOR)
2. Date of Availability (DAV)
3. Date of Announcement (DOA)
4. Date of Publication (DOP)
5. Date of Withdrawal (DOW)

Theoretisch können Anträge auf neue Normen von jeder Person und allerorts gestellt werden. Wurde ein Antrag förmlich eingereicht, durchläuft er die verschiedenen Verfahren und wird zur Prüfung an das am besten geeignete Komitee verwiesen. Hier wird dann entschieden, ob eine Norm erarbeitet werden sollte und könnte. Europäische Normen werden zudem mit dem Ziel entwickelt, die Umsetzung der europäischen Rechtsvorschriften in Politikbereichen wie dem Binnenmarkt zu erleichtern.

## Übernahme
Nach der Ratifizierung muss eine europäische Norm von den nationalen Normungsorganisationen unverändert als nationale Norm übernommen werden. Entgegenstehende nationale Normen sind zurückzuziehen, um Doppelnormung zu vermeiden. In einem nationalen Anwendungsdokument können jedoch weitergehende Festlegungen oder Einschränkungen gemacht werden, soweit die europäische Norm dies vorsieht. Dadurch soll nationalen Besonderheiten Rechnung getragen werden.
In der CEN/CENELEC-Geschäftsordnung sind die Bedingungen festgelegt, unter denen einer europäischen Norm der Status einer nationalen Norm ohne jede Änderung zu geben ist.
Jede angenommene europäische Norm wird in Deutschland mit einem nationalen Vorwort als DIN-EN-Norm veröffentlicht. Das nationale Vorwort dient dem Normanwender als zusätzliche Informationsquelle zur jeweiligen Norm und wird von dem zuständigen deutschen Spiegelgremium erstellt. Es beinhaltet beispielsweise Informationen zu wesentlichen technischen Änderungen gegenüber einer Vorgängernorm und dem nationalen Spiegelgremium. Es darf jedoch keine zusätzlichen Festlegungen zum Gegenstand der Normung enthalten.
In Österreich werden die übernommenen EN-Normen als ÖNORM EN oder OVE EN, in der Schweiz als SN EN veröffentlicht.

## Zugang zu Europäischen Normen
Für vier Europäische Normen entschied der Europäische Gerichtshof (EuGH) am 5. März 2024 in der Malamud-Entscheidung, dass diese kostenlos zur Verfügung gestellt werden müssen, da diese Normen Teile des Europäischen Unionsrechts sind.